# هيمسكيرك
هيمسكيرك Heemskerk  هي مدينة وبلدية بمقاطعة شمال هولندا، هولندا.

## طوبوغرافيا
خريطة طوبوغرافية هولندية لبلدية هيمسكيرك، يونيو 2015، (تقرأ بعد ثلاث نقرات على الخريطة).

## توأمة
لهيمسكيرك اتفاقيات توأمة مع:
- كلاتوفي

## أعلام
- بيت فرانك
- بيلي فان امرسفورت
- نيك كويبرس
- مارتن فان هيمسكيرك
- جيفري